# Consustanziazione
La consustanziazione è una dottrina teologica cristiana, per lo più diffusa in ambito luterano, che, come la dottrina cattolica della transustanziazione, tenta di descrivere la natura dell'eucaristia in termini concreti metafisici. Essa sostiene che nel sacramento eucaristico il pane e il vino al tempo stesso mantengano la loro natura fisica e divengano anche sostanza del corpo e del sangue del Cristo. Differisce dalla transustanziazione poiché quest'ultima afferma invece la reale conversione di tutta la sostanza del pane nella sostanza del corpo di Cristo, e di tutta la sostanza del vino nella sostanza del suo sangue.
La consustanziazione è una dottrina sostenuta da una minoranza di Cristiani, fra i quali alcuni luterani e alcune Chiese ortodosse orientali.

## Berengario di Tours
Uno dei primi a teorizzare la consustanziazione fu Berengario di Tours, che reintrodusse i concetti di "sostanza" e di "accidente", impiegati da Aristotele nel suo sviluppo critico delle idee del vecchio maestro Platone. Platone considera che il reale è costituito dal mondo intelligibile ("mondo delle idee"), e che il mondo che conosciamo e di cui facciamo parte ("mondo sensibile") ne è un riflesso pallido. Al contrario, Aristotele descrive un mondo costituito di "cose". Ciascuna di queste "cose" è definita da "proprietà accidentali" fissate su una "sostanza" essenziale. Riassumendo, la sostanza è la realtà ultima.
Berengario dunque afferma che, se una sostanza scompare, scompaiono anche le sue proprietà, in quanto intrinsecamente legate a essa: se nell'Eucaristia la sostanza del pane e del vino scomparisse, dovrebbero scomparire anche le proprietà accidentali, come il sapore, l'odore, il colore, ecc.; siccome ciò non avviene, le sostanze del pane e del vino devono continuare a sussistere durante la consacrazione.
Inoltre, il corpo di Cristo sta nel cielo e dunque non può essere presente in tanti luoghi quante sono le ostie consacrate e inoltre in esse non potrebbe rientrare completamente. E allora per Berengario il pane e il vino sono soltanto un simbolo di realtà spirituali, un signum sacrum, un segno visibile che ci permette di afferrare, di là dall'apparenza sensibile, l'idea della Passione di Cristo. Ma Cristo è morto, nella carne, una volta sola, e dopo la Resurrezione il suo corpo è incorruttibile e dunque non può soffrire ancora:
Forse a causa delle circostanze che lo indussero più volte a ritrattare, nel pensiero di Berengario si possono trovare anche occasioni nelle quali afferma una sorta di "impanazione" del Corpo di Cristo, ossia che la sostanza del pane coesisterebbe con la sostanza del corpo di Cristo: 
Le posizioni di questo teologo furono condannate in diversi concili (Roma 1050, 1059, 1078, 1079; Vercelli 1050; Poitiers 1074).

## San Tommaso d'Aquino
Anche San Tommaso d'Aquino (1224-1274) fece uso della filosofia aristotelica nella sua teologia, ma non seguì la via di Berengario di Tours: questi credeva infatti che i nostri sensi potrebbero captare direttamente l'essenza delle cose, disconoscendo così la differenza fra sostanza e accidenti delle stesse. Per Tommaso, invece, i sensi esplorano solo le apparenze, non la sostanza: quello che si vede e si tocca sono le apparenze del pane e del vino, anche se la sostanza è del corpo e sangue di Cristo.
(San Tommaso d'Aquino, Summa Theologiae IIIª q. 75 a. 5 ad 2)

## Martin Lutero
La consustanziazione è comunemente associata agli insegnamenti di Martin Lutero (1483-1546) e di Filippo Melantone (1497-1560). Lutero insegnò che il corpo e il sangue di Cristo sono presenti in, con, e sotto le forme del pane e del vino, e i luterani di oggi mantengono la frase così com'è, anche se taluni si discostano dal suo esatto significato. Lutero illustrò la sua teologia sull'Eucaristia "in analogia al ferro che, messo nel fuoco, fa sì che sia il fuoco e il ferro siano uniti nel rosso ferro incandescente, e tuttavia ognuno si mantiene", un concetto denominato unione sacramentale, analogo peraltro all'unione ipostatica della natura umana e divina in Cristo. Un altro termine utilizzato per descrivere la dottrina luterana al riguardo è presenza reale.

## Sviluppi successivi
Riaprendo il dibattito sulla Presenza Reale al Concilio di Trento, nel 1551 la Chiesa cattolica oppose alle posizioni luterane il dogma della transustanziazione, basandosi su San Tommaso.
Molto spesso le confessioni riformate sostengono la dottrina della commemorazione, o vi si avvicinano molto. Per esempio, dunque, mentre Zwingli vede nella Cena, seppur con alcune particolarità, solo una commemorazione, per i Lollardi l'Eucaristia restava sì fisicamente pane e vino, ma diventava spiritualmente corpo e sangue di Cristo. Altri teologi e riformatori invece più apertamente sostennero la consustanziazione.